# 湯姆·克蘭西
小湯瑪士·李歐·克蘭西（1947年4月12日—2013年10月1日）是美國一位暢銷小說作家，擅長寫作以冷戰時期為背景的政治、軍事科技以及間諜故事等等，其名字已經成為了軍事小說的代表。
克蘭西由1984年出版第一本小說起，諸多作品在市場上大受推薦和熱賣。善長寫及錯綜複離的陰謀、對軍事科技準確描述及逼真生動諜報活動。
克蘭西是於1990年代中期熱賣了200萬本作品的兩位作家的其中之一（約翰·葛里遜為另外一位）。他在《紐約時報》暢銷書排行榜創下單一作品蟬聯榜首數週、上榜數十週之久的佳績。克蘭西於1989年出版的《迫切的危機》賣出了1,625,544本精裝本，使他成為1980年代暢銷小說作家的第一名。多部克蘭西的作品被改編成同名電影或者電子遊戲。
湯姆·克蘭西於美國當地時間2013年10月1日馬里蘭州住家附近的約翰霍普金斯醫院辭世，享壽66歲。

## 早期生涯
湯姆生於美國馬利蘭州巴爾的摩醫療之星富蘭克林廣場醫療中心，並在巴爾的摩諾斯伍德成長。
湯姆是家中的次子，其父親托馬斯在美國郵政署工作，母親凱瑟琳則於一間商店工作。湯姆於陶森洛約拉布雷克菲爾德的私立天主教中學讀書，於1965年畢業。之後就讀洛約拉書院，並於1969年獲得英語文學學位畢業。在大學期間亦是棋藝學會的主席。
畢業後，他加入了陸軍後備軍官訓練團，但因其深度近視問題而被拒絕。之後他在康涅狄格州哈特福一家保險公司任職。1973年，他轉往馬利蘭州奧因斯另一家保險公司工作。
1980年，他收購了位於奧因斯的保險公司，並開始在空餘時間創作小說。在奧因斯的工作期間，他完成了第一作《獵殺紅色十月號》。

## 作家生涯

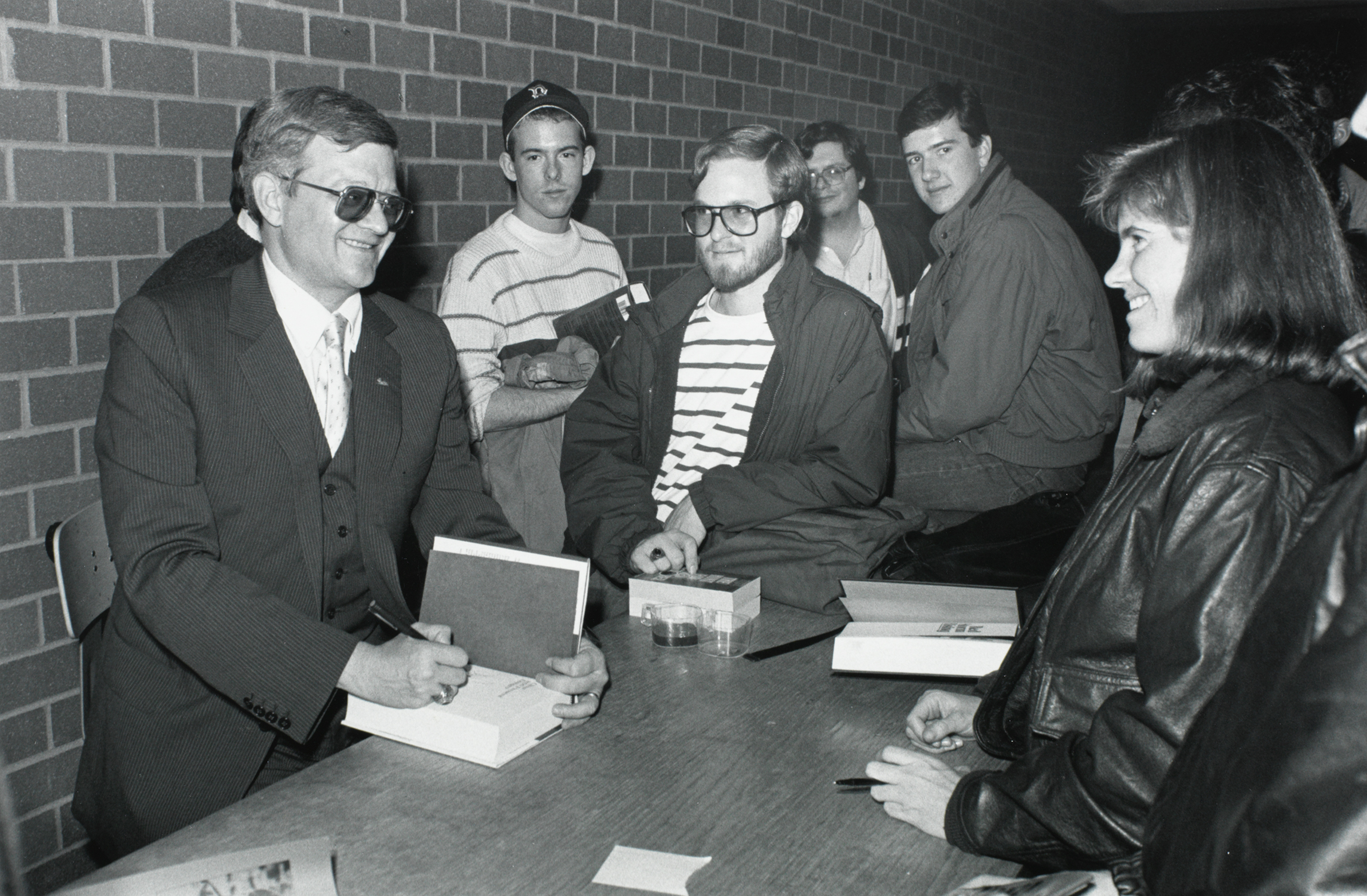
湯姆·克蘭西（最左者）在波士頓學院的簽書會，攝於1989年

克蘭西的作家生涯始於1982年，即他開始寫《獵殺紅色十月號》之時。他本身並沒有從軍的經驗，因此是透過精緻的取材才能得到情報。於1985年，海軍學會出版社以5000美金的稿費購買了該書的版權。出版商非常欣賞該書，而出版社編輯德博拉·格羅夫納更指出「我認為我們這裡有一本潛在的暢銷書，如果我們不抓緊這次機會，別人就會。」。雖然如此，出版商仍然要求克蘭西削減大量的技術細節，並將頁數刪減了至少100頁。克蘭西原本認為該書能售出5,000本，但結果卻售出了45,000本。出版後，該書獲得美國總統的讚賞。當里根讚賞此書後，其銷量很快就上升，售出了逾300,000本精裝書和200萬本平裝書。評論家大多稱讚這本書極度精確的技術用語，並讓克蘭西能夠和美軍一些高級軍官會晤。
隨著處女作成為暢銷書，克蘭西又寫了好幾本軍事小說，其中包括1986年的《紅色風暴》、1987年的《愛國者遊戲》等。這些書都成為了暢銷書，而部份更被改編成電影和電子遊戲。克蘭西本人亦被評價為擁有「綿密的取材能力、精密的分析方式、大膽的軍事預言及政治風向」。之後，他創作的以原證券交易員的軍事歷史學家，爾後擔任中央情報局分析師、美國副總統及美國總統的傑克·萊恩為主角的系列作品成為其代表作。
到了1988年，《獵殺紅色十月號》已為克蘭西帶來130萬美元的收入，而之後的三部作品亦帶來300萬美元收入。於1997，企鵝普特南出版社表示願意以5000萬美元購買他兩部作品的版權，而育碧软件旗下的紅色風暴娛樂亦表示願意與克蘭西簽下為期四年的2500萬美元合約。後來，企鵝普特南出版社又表示若克蘭西願意與傑夫·羅賓合作，酬金就能增加2200萬。結果，克蘭西在該年獲得了9700萬美元的酬金。
於2008年，育碧软件購買了克蘭西的作品的冠名權，這些作品包括電影、書籍和電子遊戲。

## 政治觀點
克蘭西也是共和黨的忠實支持者，並且曾大量捐款。他最欣賞的美國總統是。在911事件發生後，克蘭西表示美國左翼政治家需要負上一定的責任，因為他們清空了中央情报局的內部。
近年來，克蘭西與將軍安東尼·津尼合作。安東尼·津尼本身除了是總統喬治·W·布什的反對者，還是反對前國防部長唐纳德·拉姆斯菲尔德的人。
於2001年9月11日，克蘭西被CNN的朱迪·伍德拉夫訪問。在採訪過程中，克蘭西指出「伊斯蘭教不允許自殺」，且911事件中恐怖份子缺乏規劃，因此認為911事件可能不是恐怖襲擊。他亦認為美國情報體系向傳媒施壓，令他們向公眾發佈911事件一定是恐怖襲擊的消息。
克蘭西自1978年起便是美国全国步枪协会的一個終身會員。

## 逝世
於2013年10月1日，克蘭西於美國馬里蘭州住家附近的约翰·霍普金斯医院辭世，享年66歲。他的死因沒有公開。克蘭西死時，其妻子亞歷山德拉·克蘭西、女兒亞歷克西斯、以及前妻萬達·金的四個孩子米歇爾·班迪、克莉絲汀·布諾斯、凱瑟琳·克蘭西和托馬斯·克蘭西三世都在其身邊。曾獲普利策奖的斯蒂芬·亨特在《芝加哥論壇報》指出「當《獵殺紅色十月號》出版後，克蘭西重新定義，並擴大了軍事小說派，使得很多作家能夠創作軍事小說。」。
育碧软件於湯姆·克蘭西辭世的消息被媒體披露後，透過Facebook官方粉絲團頁面，表達了對這位一代軍事作家離去的悲痛之意，並向其家屬致意。育碧软件在聲明中讚揚湯姆‧克蘭西是名非凡的作家，細膩文字與引人入勝的故事對那些被他所征服的全球讀者而言是一份禮物；育碧软件旗下開發團隊，尤其是紅色風暴娛樂工作室相當感恩能有機會與他合作，向他學習。育碧软件未來仍會持續使用「湯姆·克蘭西」的名字創作。

## 主要作品
- 《獵殺紅色十月號》（陆译：猎杀“红十月”号）（The Hunt for Red October，1984年）

最新銳的蘇聯核潛艇「紅色十月號」計劃投誠美國；美國得知後準備秘密接收紅色十月號。同名電影的原著。
- 《红色風暴》（陆译：“红色风暴”行动）（Red Storm Rising，1986年）

因國內油田受到破壞而發生能源危機的蘇聯決定侵略中東；並為牽制北約而攻擊了冰島及西德。本作並非傑克·萊恩系列的作品。
- 《愛國者遊戲》（陆译相同）（Patriot Games，1987年）

在英國旅行的傑克·萊恩偶然遇到遭受恐怖襲擊的英國威尔士親王夫妇，並阻止了悲劇發生。因此恐怖份子計劃在美國本土襲擊萊恩一家。同名電影的原著。
- 《克里姆林宮的樞機主教》（陆译相同）（The Cardinal of the Kremlin，1988年）

潛伏在蘇聯高官身邊、代號「樞機主教」的間諜陷入危機。為了救出樞機主教，萊恩前往蘇聯。
- 《迫切的危機》（陆译：燃眉追击）（Clear and Present Danger，1989年）

為消滅哥倫比亞毒品組織而秘密潛入的美國特種部隊，由于政治因素而遭当局捨棄。決心救出他們的傑克·萊恩與約翰·克拉克四處奔走著。同名電影的原著。
- 《恐懼的總和》（陆译：惊天核网）（The Sum of All Fears，1991年）

歷史上使中東和平動盪不安的恐怖份子在美國發動恐怖襲擊，引爆了核彈。在恐怖與疑惑中面臨與蘇聯全面宣戰的危機。同名電影的原著。
- 《冷血悍將》（陆译相同）（Without Remorse，1993年）

約翰·凱利為了深愛的少女而隻身挑戰毒品組織；他因此事件而改名約翰·克拉克。同名电影的原著。
- 《美日開戰》（大陆未引进）（Debt of Honor，1994年）

美國以商品安全事故為由，對日本實行經濟制裁，因二戰而對美國懷恨在心的日本財閥藉機展開了報復美國的戰爭陰謀。
- 《總統命令》（大陆未引进）（Executive Orders，1996年）

美國政治核心崩壞，由萊恩繼任總統；此時伊朗發動了併吞伊拉克的戰爭。
- 《虹彩六號》（陆译：彩虹六号）（Rainbow Six，1996年）

冷戰後針對國際恐怖活動，北約秘密成立了多國聯合的精英反恐部隊「Rainbow」。在一連串偶然且不相關的恐怖事件背後，似乎存在著什麼陰謀。同名射擊遊戲的原著。
- 《熊與龍》（大陆未引进）（The Bear and the Dragon，2000年）

由于中国在前作中协助日本与伊朗对抗美国，美国总统杰克·莱恩承认台灣外交地位以示报复。同时梵蒂岡大使被中國警官杀害，世界各地發起抵制运动，导致中國經濟下行。迫于资源危机，中國进攻西伯利亞以谋取資源。美俄联手击退中国，并支持中国政治局的改革派官员及学生领袖颠覆当局。
- 《紅兔子》（陆译：红兔）（Red Rabbit，2002年）

1982年，在蘇聯的壓迫下，波蘭的反政府活動日益活躍；波蘭出身的羅馬教宗感到同情，考慮辭掉教宗職位並回國支援運動。得知此消息的蘇聯計劃暗殺教宗。
- 《老虎牙》（陆译：虎牙）（The Teeth of the Tiger，2005年）

這本書介紹了傑克·萊恩的兒子和兩個侄子作為他遺產的繼承人。
- 《反恐任務（英语：Dead_or_Alive_(novel)）》（陆译：生死之间）（Dead or Alive，2010年）

與格蘭特·布萊克伍德合著。
- 《全面围攻》（陆译：抵抗全敌）（Against All Enemies，2011年）

與彼得·特萊茨合著。本作並非傑克·萊恩系列的作品。
- 《锁定》（陆译：锁定目标）（Locked On，2011年）

與馬克·格里尼合著。
- 《入侵载体》（大陆未引进）（Threat Vector，2012年）

與馬克·格里尼合著。
- 《最高指令》（陆译相同）（Command Authority，2013年）

與馬克·格里尼合著。

## 外部連結
- 维基共享资源上的相關多媒體資源：湯姆·克蘭西
- 维基语录上有关Tom Clancy的语录
- 湯姆·克蘭西官方網站 （页面存档备份，存于） * 官方网站
- 湯姆·克蘭西在互联网电影资料库（IMDb）上的資料（英文）
- C-SPAN內的頁面（英文）